# Francesco Carnelutti

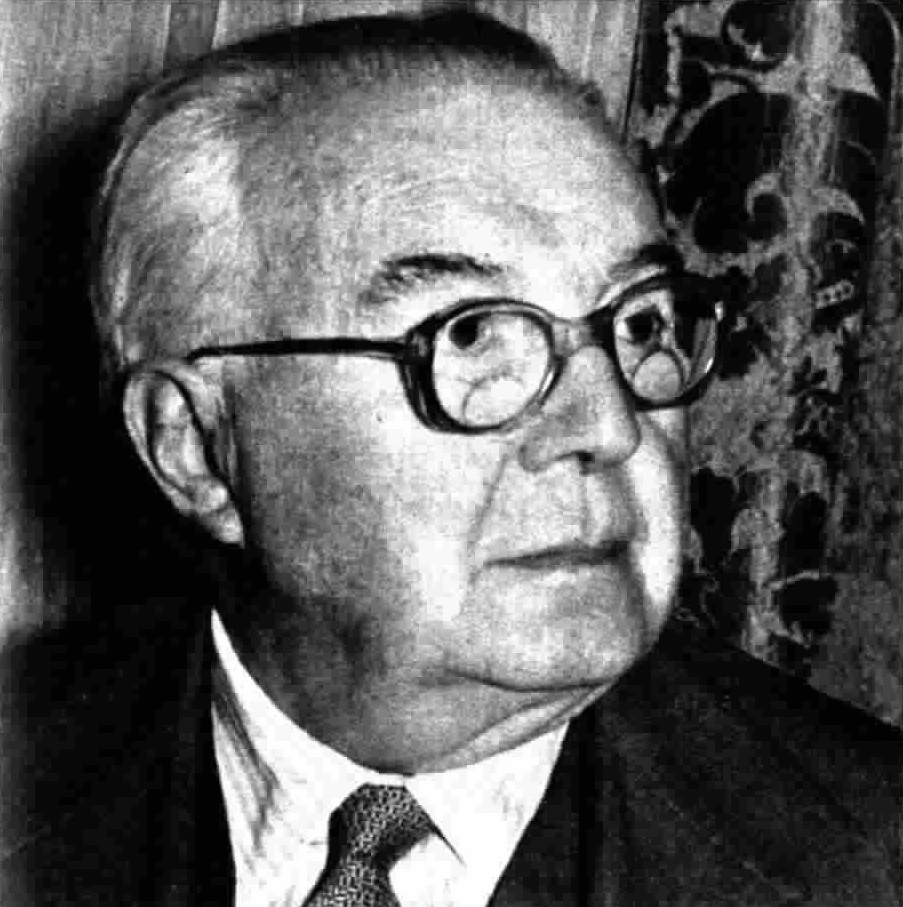
Francesco Carnelutti (1954)

Francesco Carnelutti (Udine, 15 de Maio de 1879 – Milão, 8 de Março de 1965) foi um dos mais eminentes advogados e juristas italianos e o principal inspirador do Código de Processo Civil italiano.

## Biografia
Francesco Carnelutti nasceu em Udine, em 1879, ensinou na Universidad Bocconi de Milão (1909-1912), na Universidade da Catânia (1912-1915), na Universidade de Pádua (1915-1935), na Estatal de Milão (1936-1946) e na Universidade de Roma (1947-1949). Em 1924, juntamente com Giuseppe Chiovenda, fundou e dirigiu a Rivista di Diritto Processuale Civile (Revista de Direito Processual Civil). Principal inspirador do Código de Processo Civil italiano de 1940, mestre do direito substantivo civil e penal, foi também advogado famoso e grande jurista. Foi com Giuseppe Capograssi um dos fundadores da União de Juristas Católicos Italianos. De sentimentos monárquicos, foi no pós-Guerra figura de destaque da União Monárquica Italiana.

## Legado
Os seus estudos abrangeram variadas áreas do saber jurídico. Em 1975, foi fundada em Udine a Fundação Forense Francesco Carnelutti, constituída pelos Conselhos das Ordens de Udine, Trieste, Gorizia e Tolmezzo, com o objectivo de apoiar o crescimento da cultura forense e judicial e de fornecer aos advogados um serviço de actualização nas várias áreas forenses e da actividade jurídica.
Foi também criador da teoria da lide como centro do sistema processual, proposta metodológica que deixa em plano secundário o estudo da acção e das suas condições, que ocupam a posição central nos institutos processuais descritos pelos estudiosos de seu tempo. Carnelutti chegou a renunciar o conceito de interesse de agir como condição da acção.

## Frases Célebres
- “A lei é igual para todos. Também a chuva molha todos, mas quem tem guarda-chuva abriga-se.”
- “Quanto mais notário, menos juiz.”
- “Lide é o conflito de interesses qualificado por uma pretensão resistida."
- "As pessoas não sabem, tampouco os juristas, que aquilo que se pede ao advogado, é a dádiva da amizade, antes de qualquer outra coisa."
- "O advogado é o primeiro juiz da causa.".
- "As pessoas crêem que o processo penal termina com a condenação, o que não é verdade. As pessoas pensam que a pena termina com a saída do cárcere, o que tampouco é verdade. As pessoas pensam que prisão perpétua é a única pena que se estende por toda a vida: eis uma outra ilusão. Senão sempre, nove em cada dez vezes a pena jamais termina. Quem pecou está perdido. Cristo perdoa, os homens não".
- "Conciliação é a sentença dada pelas partes, e a sentença é a conciliação imposta pelo juiz"

## Obras de Francesco Carnelutti

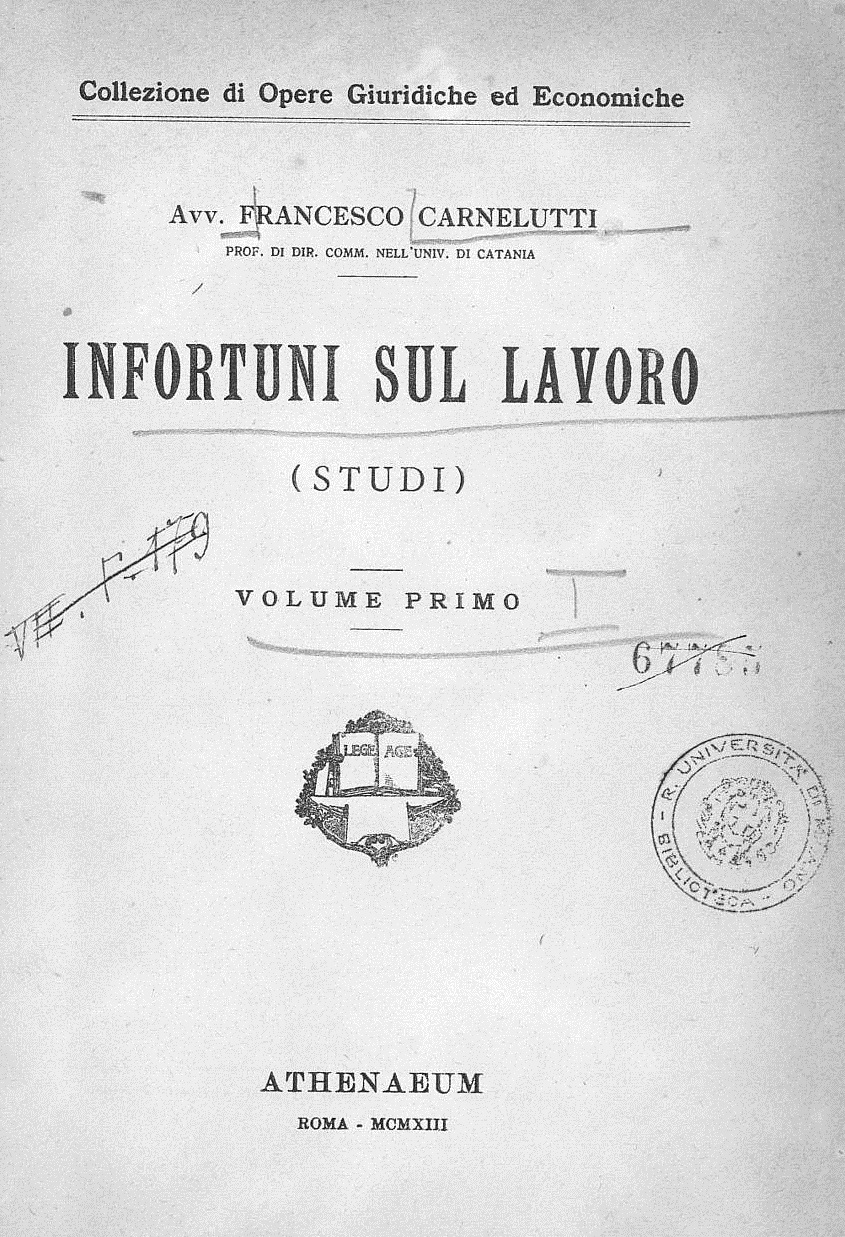
Infortuni sul lavoro, 1913

- Lezioni di diritto commerciale (1910)
- Infortuni sul lavoro (1913-1914)
- La prova civile (1915)
- Studi di diritto civile (1916)
- Studi di diritto industriale (1916)
- Poteri e doveri del giudice in tema di perizia (1916)
- Studi di diritto commerciale (1917)
- Studi di diritto processuale (1925-28)
- Del processo di cognizione (1926)
- Il danno e il reato (1926)
- Lezioni di diritto processuale civile (1929)
- Teoria generale del reato (1933)
- Teoria giuridica della circolazione (1933)
- Teoria del falso (1935)
- Teoria del regolamento collettivo dei rapporti di lavoro (1936)
- Sistema del diritto processuale civile (1936-38)
- Teoria cambiaria (1937)
- Metodologia del diritto (1939)
- Teoria generale del diritto (1940)
- Interpretazione del Padre nostro. Il poema di Gesù (1941)
- La strada (1941)
- Istituzioni del nuovo processo civile italiano (1942)
- Meditazioni, 1942, Tumminelli
- Mio Fratello Daniele (1943)
- La strada (1943)
- Il problema della pena (1945)
- La storia e la fiaba (1945)
- Dialoghi con Francesco (1947)
- Arte del diritto (1949)
- Questioni sul processo penale (1950)
- America (1950)
- L'editore (1952)
- Discorsi intorno al diritto (1953)
- Come nasce il diritto (1954)
- Codice civile commentato(com W. Bigiavi, A. Caltabiano) (1955, Cedam)
- Il Canto del Grillo (1956)
- Le miserie del processo penale (1957)
- Diritto e processo (1958)
- Principi del processo penale (1959 - publ. 1960)
- Come nasce il diritto (1961)
- La guerre et la pax (1962)
- Come nasce il Diritto (1963)
- Come si fa un processo (1964)